# Ниола (Ајова)
Ниола (енгл. Neola) град је у америчкој савезној држави Ајова. По попису становништва из 2010. у њему је живело 842 становника.

## Демографија
Према попису становништва из 2010. у граду је живело 842 становника, што је -3 (-0.4%) становника више него 2000. године.
| Група             | 2000.       | 2010.       |
| Белци             | 832 (98,5%) | 813 (96,6%) |
| Афроамериканци    | 0 (0,0%)    | 2 (0,2%)    |
| Азијати           | 6 (0,7%)    | 1 (0,1%)    |
| Хиспаноамериканци | 2 (0,2%)    | 23 (2,7%)   |
| Укупно            | 845         | 842         |